# Иона и Вассиан

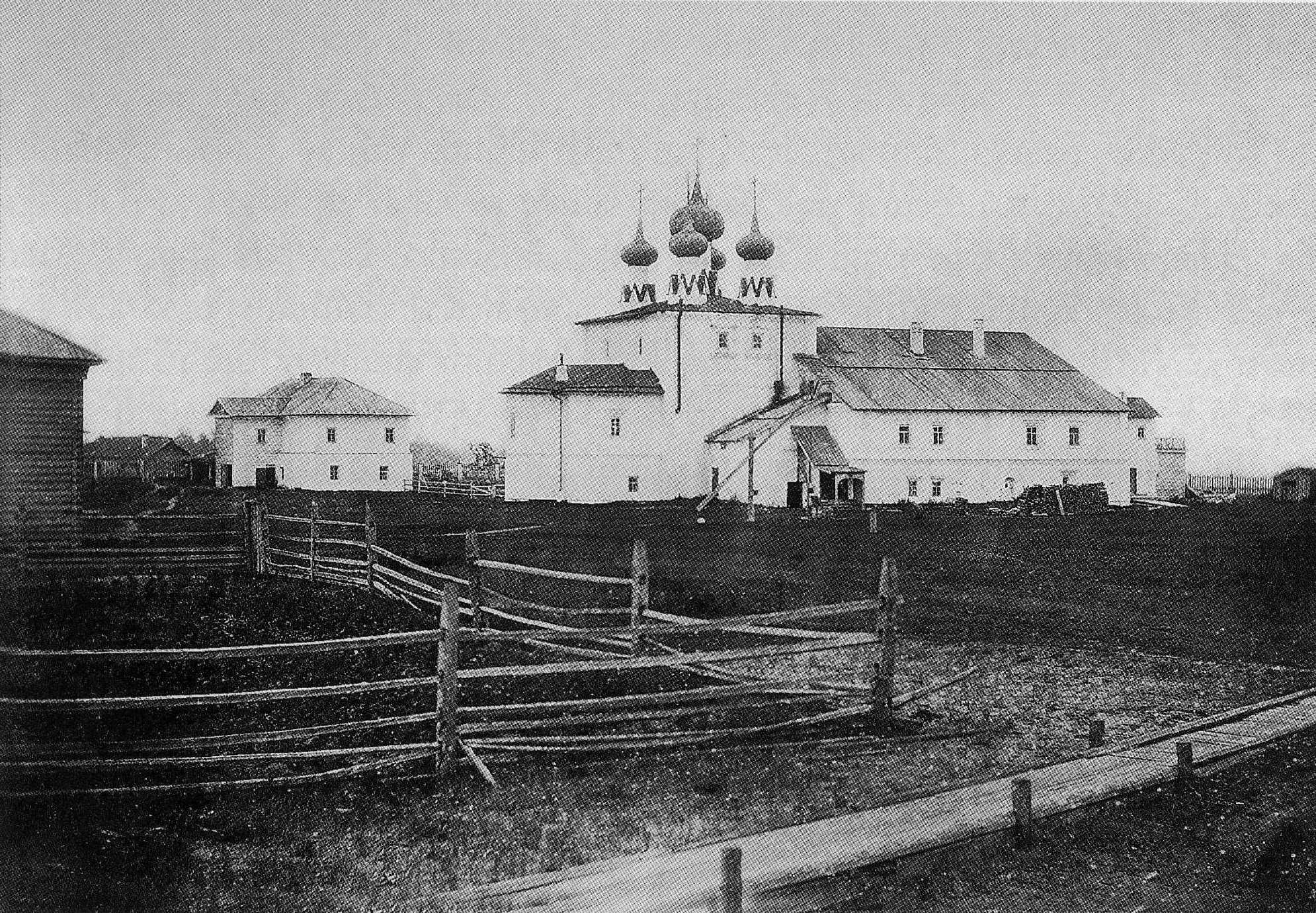
Церковь Пертоминского монастыря, в которой находились мощи Вассиана и Ионы. 1886 год.

Иона и Вассиан (Соловецкие и Пертоминские чудотворцы) — монахи Соловецкого монастыря, ученики святителя Филиппа. Почитаются в Русской церкви в лике преподобных, память совершается (по юлианскому календарю): 5 июня (обретение мощей) и 12 июня.
В 1561 году при строительстве кафоликона Соловецкого монастыря Иона и Вассиан были направлены на материк за известью. На обратном пути при впадении Северной Двины в Белое море они были застигнуты бурей и утонули. Их тела, по преданию оказавшиеся нетленными, были погребены местными крестьянами. В 1599 году над их мощами была построена часовня, вокруг которой позже основана Пертоминская обитель в которой их мощи находились под спудом. В 1864 году выполнена новая рака для их мощей, работы Верховцева.